# Köpingebro
Köpingebro este o localitate din comuna Ystad, comitatul Skåne län, provincia Skåne, Suedia, cu o suprafață de 0,98 km² și o populație de 1134 locuitori (2010).

## Demografie
| \| Evoluția demografică a zonei urbane Köpingebro, 1970–2015 \| Evoluția demografică a zonei urbane Köpingebro, 1970–2015 \| Evoluția demografică a zonei urbane Köpingebro, 1970–2015 \| Evoluția demografică a zonei urbane Köpingebro, 1970–2015 \| Evoluția demografică a zonei urbane Köpingebro, 1970–2015 \| \| --------------------------------------------------------------------------------------- \| --------------------------------------------------------- \| --------------------------------------------------------- \| --------------------------------------------------------- \| --------------------------------------------------------- \| \| An \| \| \| Locuitori \| \| \| 1970 \| 1970 \| \| 724 \| 724 \| \| 1975 \| 1975 \| \| 759 \| 759 \| \| 1980 \| 1980 \| \| 909 \| 909 \| \| 1990 \| 1990 \| \| 1.038 \| 1.038 \| \| 1995 \| 1995 \| \| 1.109 \| 1.109 \| \| 2000 \| 2000 \| \| 1.090 \| 1.090 \| \| 2005 \| 2005 \| \| 1.060 \| 1.060 \| \| 2010 \| 2010 \| \| 1.134 \| 1.134 \| \| 2015 \| 2015 \| \| 1.254 \| 1.254 \| \| Sursa: SCB - Statistika Centralbyrån, Folkmängden per tätort. Vart femte år 1960 - 2016 \| \| \| \| \| |      |  |           |       |
| Evoluția demografică a zonei urbane Köpingebro, 1970–2015 |      |  |           |       |
| An |      |  | Locuitori |       |
| 1970 | 1970 |  | 724       | 724   |
| 1975 | 1975 |  | 759       | 759   |
| 1980 | 1980 |  | 909       | 909   |
| 1990 | 1990 |  | 1.038     | 1.038 |
| 1995 | 1995 |  | 1.109     | 1.109 |
| 2000 | 2000 |  | 1.090     | 1.090 |
| 2005 | 2005 |  | 1.060     | 1.060 |
| 2010 | 2010 |  | 1.134     | 1.134 |
| 2015 | 2015 |  | 1.254     | 1.254 |
| Sursa: SCB - Statistika Centralbyrån, Folkmängden per tätort. Vart femte år 1960 - 2016 |      |  |           |       |